# Hijgen

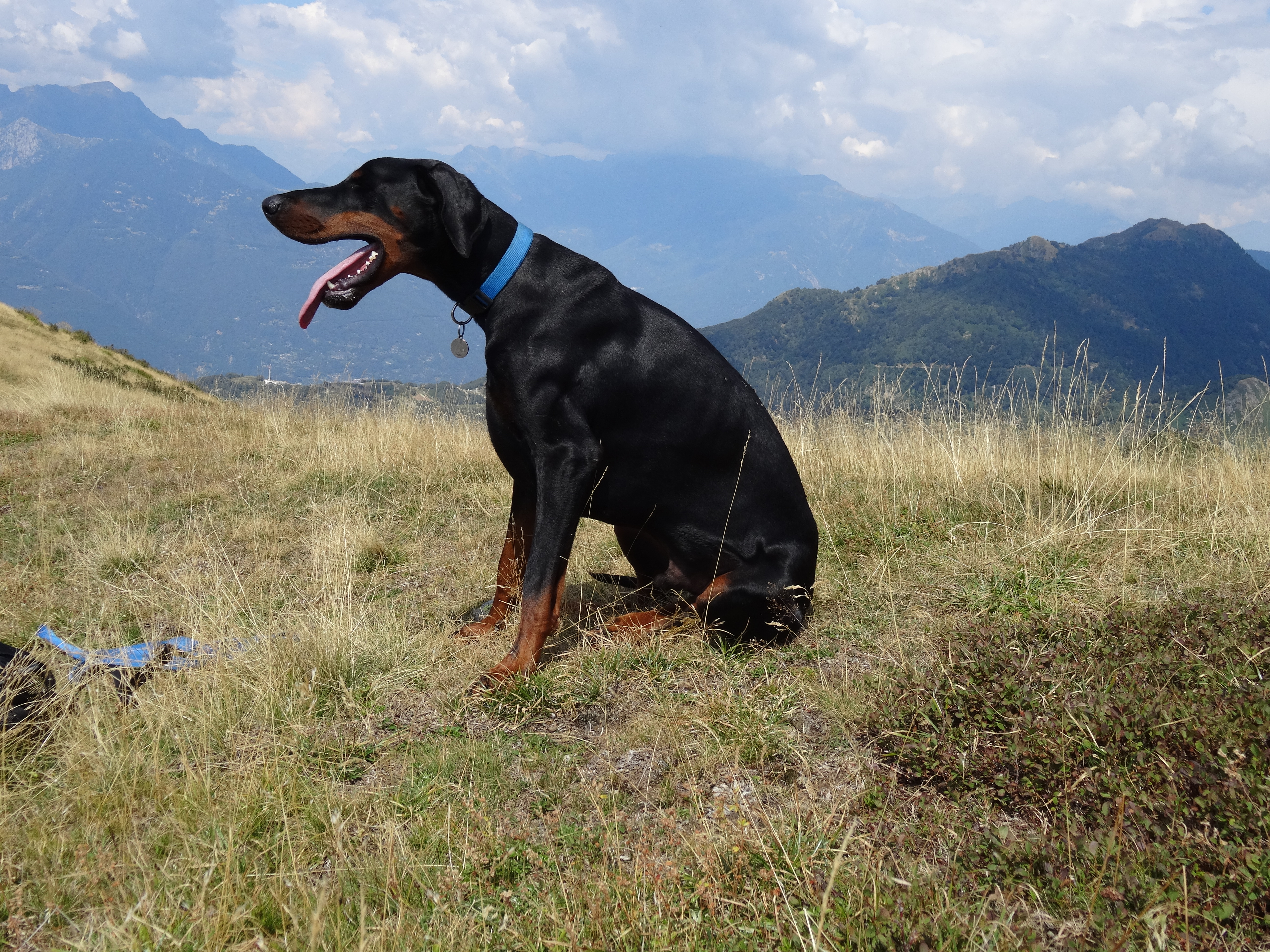
Een vacht kan een belemmering zijn om warmte te verliezen via zweten. Hijgen om af te koelen is een alternatief

Hijgen is een snelle ademhaling met een hoge ademfrequentie via borstademhaling. Hijgen is voornamelijk doderuimteventilatie waarbij een kleiner deel van het luchtvolume per ademhaling deelneemt aan de gaswisseling. Thermisch hijgen is een vorm van thermoregulatie om de lichaamstemperatuur omlaag te krijgen.
Benauwdheid kan een oorzaak zijn van sneller ademen, maar dit is niet noodzakelijk een voordeel, aangezien dit kan leiden tot het omgekeerde Bohr-effect waarbij door het vele uitademen de concentratie van kooldioxide in het bloed afneemt, zodat het hemoglobine nog maar weinig zuurstof afgeeft aan de cellen.

## Doderuimteventilatie
Bij hijgen neemt het tidaal volume – het volume per ademhaling – af met de toenemende ademfrequentie, zodat de alveolaire ventilatie – het luchtvolume dat de longblaasjes bereikt – vrijwel gelijk blijft. Doordat het tidaal volume afneemt, neemt het relatieve aandeel toe van de fysiologische dode ruimte – de anatomische dode ruimte en de alveolaire dode ruimte die niet meedoen aan de gaswisseling.

## Thermoregulatie
Warmte kan afgevoerd worden door de niet-verdampende koelingsmethodes convectie (stroming), conductie (geleiding) en straling (radiatie). Als de luchttemperatuur echter hoger ligt dan de lichaamstemperatuur, zorgen conductie en straling echter juist voor een verhoging van de lichaamstemperatuur. Verdampingskoeling werkt ook nog als de omgevingstemperatuur hoger ligt dan de lichaamstemperatuur en de meeste zoogdieren maken hier gebruik van. Daarbij kan weer onderscheid gemaakt worden tussen enerzijds hijgen waarbij warmte wordt afgevoerd via het ademhalingsoppervlak – neusslijmvlies, mondslijmvlies en tong – en anderzijds zweten waarbij warmte via het gehele lichaamsoppervlak wordt afgevoerd. De meeste middelgrote tot grote zoogdieren gebruiken hijgen om warmte af te voeren. Uitzonderingen zijn Hominidae, paarden en kamelen, terwijl zweten bij enkele holhoornigen en kangeroes ook bijdraagt aan de thermoregulatie.
Hijgen kent enkele voordelen ten opzichte van zweten:
- de huid van zwetende dieren is koeler en daardoor is de warmteoverdracht groter. Als de luchttemperatuur hoger ligt dan de lichaamstemperatuur, nemen hijgende dieren tot twee maal minder warmte op
- hijgende dieren hebben door het kleinere oppervlakte weinig zoutverlies, terwijl zwetende dieren een groot zoutverlies kennen
- hijgen brengt geforceerde convectie met zich mee, onafhankelijk van wind en loopsnelheid

De voordelen van zweten zijn:
- door het grotere verdampingsoppervlak kan er veel meer verdamping en daarmee koeling optreden
- zweten is onafhankelijk van de ademhalingscyclus. Waar de ademhalingscyclus afhangt van de inspanning, is de noodzaak tot warmte-afvoer ook afhankelijk van de omgevingstemperatuur en de vochtigheid. Voor viervoetigen waarbij de ademhaling gekoppeld is aan het looptempo, is zweten daarmee beter te regelen dan hijgen

Zo kan de rode reuzenkangoeroe zowel hijgen, zweten als de vacht wassen met speeksel om af te koelen, maar gebruikt het tijdens inspanning alleen zweten.